# Stufenmodell der psychosozialen Entwicklung
Das Stufenmodell der psychosozialen Entwicklung ist ein entwicklungspsychologisches Modell des Psychoanalytikers Erik H. Erikson (1902–1994) und seiner Ehefrau und geistigen Weggefährtin Joan Erikson (1903–1997).
Erikson beschreibt in diesem Stufenmodell die psychosoziale Entwicklung des Menschen. Diese entfalte sich im Spannungsfeld zwischen den Bedürfnissen und Wünschen des Kindes als Individuum und den sich im Laufe der Entwicklung permanent verändernden Anforderungen der sozialen Umwelt.
Eriksons Entwicklungstheorie spricht den Beziehungen bzw. der Interaktion des Kindes mit seiner personalen (und gegenständlichen) Umwelt eine wesentliche Rolle für die psychische Entwicklung zu. Im Vergleich zu Freuds Modell gibt er dem Unbewussten der psychosexuellen Dimension weniger Raum. Erikson erweiterte damit auf der Grundlage der Freudschen Phasen infantiler Triebentwicklung die Psychoanalyse um die psychologische Dimension der Ich- und Identitätsentwicklung im gesamten Lebenslauf.

## Die acht Stadien
Jede der acht Stufen stellt eine Krise dar, mit der das Individuum sich aktiv auseinandersetzt. Die Stufenfolge ist für Erikson unumkehrbar. Die erfolgreiche Bewältigung einer Entwicklungsstufe liegt in der Klärung des Konflikts auf dem positiv ausgeprägten Pol. Sie ist für die Bewältigung der nächsten Phase zwar nicht unbedingt erforderlich, aber hilfreich. Die vorangegangenen Phasen bilden somit das Fundament für die kommenden Phasen, und angesammelte Erfahrungen werden verwendet, um die Krisen der höheren Lebensalter zu verarbeiten. Dabei wird ein Konflikt nie vollständig gelöst, sondern bleibt ein Leben lang aktuell, war aber auch schon vor dem jeweiligen Stadium als Problematik vorhanden. Für die Entwicklung ist es notwendig, dass er auf einer bestimmten Stufe ausreichend bearbeitet wird, damit man die nächste Stufe erfolgreich bewältigen kann.

### Stadium 1: Ur-Vertrauen vs. Ur-Misstrauen (1. Lebensjahr)
„Ich bin, was man mir gibt.“
Das Gefühl des Ur-Vertrauens bezeichnet Erikson (1973) als ein „Gefühl des Sich-Verlassen-Dürfens“ (ebenda: 62). Hierzu ist das Kind auf die Verlässlichkeit der Bezugspersonen angewiesen. Die Bindung zu der Mutter und die damit verbundene Nahrungsaufnahme spielt eine bedeutende Rolle, da sie als erste Bezugsperson die Welt repräsentiert. Werden dem Kind Forderungen nach körperlicher Nähe, Sicherheit, Geborgenheit, Nahrung etc. verweigert, entwickelt es Bedrohungsgefühle und Ängste (wie z. B. vor Feuer oder bestimmten Tieren), da eine weitgehende Erfüllung dieser Bedürfnisse lebenswichtig ist. Außerdem verinnerlicht es das Gefühl, seine Umwelt nicht beeinflussen zu können und ihr hilflos ausgeliefert zu sein. Hier entsteht die Gefahr der Etablierung eines Ur-Misstrauens. Es können infantile Ängste des „Leergelassenseins“ und „Verlassenwerdens“ entstehen (ebd.). Fixierung durch zu starke orale Frustration zeigt sich in oralen Charakterzügen wie Reizhunger, Gier, Leere-Gefühle, Depression, Ur-Misstrauen, starken Abhängigkeitswünschen.

### Stadium 2: Autonomie vs. Scham und Zweifel (etwa 2. bis 4. Lebensjahr)
„Ich bin, was ich will.“
Erikson bezeichnet dieses Stadium als „entscheidend für das Verhältnis zwischen Liebe und Hass, Bereitwilligkeit und Trotz, freier Selbstäußerung und Gedrücktheit“. Beschrieben werden die zunehmende Autonomieentwicklung des Kindes und ihre Bedeutung für die Manifestierung eines positiven Selbstkonzeptes bzw. einer Identität. Die Bedingung für Autonomie wurzelt in einem festen Vertrauen in die Bezugspersonen und sich selbst, setzt also die Bewältigung der Phase „Vertrauen versus Misstrauen“ (vgl. Stadium 1) voraus. Das Kind muss das Gefühl haben, explorieren oder seinen Willen durchsetzen zu dürfen, ohne dass dadurch der erworbene „Schatz“ des Vertrauenkönnens und Geborgen-Seins in Gefahr gerät. Hier spielt Erikson zufolge die Emotion Scham eine wichtige Rolle. Die weitgehende oder permanente Einschränkung der explorativen Verhaltensweisen des Kindes führt dazu, dass es seine Bedürfnisse und Wünsche als schmutzig und nicht akzeptabel wahrnimmt. Was sich somit beim Kind etabliert, ist schließlich Scham und der Zweifel an der Richtigkeit der eigenen Wünsche und Bedürfnisse. Fixierungen ergeben sich durch strenge Erziehung und zeigen sich in zwanghaften Charakterzügen: kleinlich oder geizig in Bezug auf Liebe, Zeit und Geld; Betonung von Recht und Ordnung, Pünktlichkeit und Fleiß; perfektionistische Ansprüche; frühreifes strenges Gewissen, sehr selbstkritisch; Unsicherheit und Zweifel an sich selbst; Putzzwang oder Waschzwang.

### Stadium 3: Initiative vs. Schuldgefühl (etwa 4. bis 6. Lebensjahr)
„Ich bin, was ich mir vorstellen kann, zu werden.“
Findet das Kind mit vier oder fünf Jahren zu keiner bleibenden Lösung seiner Autonomieprobleme, steht es Erikson zufolge bereits vor der nächsten Krise. Er legt hier seinen Fokus stark auf die Bewältigung oder Nichtbewältigung des „Ödipuskomplexes“. Die symbiotische Beziehung zwischen Mutter und Kind öffnet sich, und das Kind erkennt die Bedeutung anderer Personen im Leben der Mutter. Weiter geht es in erster Linie um eine gesunde Meisterung der kindlichen Moralentwicklung. Die Grundlage für die Entwicklung des Gewissens ist gelegt, das Kind fühlt sich unabhängig von der Entdeckung seiner „Missetaten“ beschämt und unwohl. „Aber vom Standpunkt der seelischen Gesundheit müssen wir darauf hinweisen, dass diese große Errungenschaft nicht von übereifrigen Erwachsenen überlastet werden darf; dies könnte sich sowohl für den Geist als auch für die Moral selbst übel auswirken. Denn das Gewissen des Kindes kann primitiv, grausam und starr werden, wie sich gerade am Beispiel von Kindern beobachten lässt, die sich mit einer Abschnürung ihrer Triebe durch Verbote abfinden mussten. Gegebenenfalls verinnerlicht das Kind die Überzeugung, dass es selbst und seine Bedürfnisse dem Wesen nach schlecht seien.“ Im Gegenzug dazu beschreibt Erikson das Kind, welches diese Krise bewältigen kann, als begleitet vom Gefühl „ungebrochener Initiative als Grundlage eines hochgespannten und doch realistischen Strebens nach Leistung und Unabhängigkeit“ (ebenda: 87f). Fixierungen können durch Angst und Schuldgefühle entstehen, die dann zu einer Selbsteinschränkung führen, gemäß den eigenen Fähigkeiten, Gefühlen, Wünschen zu leben. Es kann auch zu einer Überkompensation kommen, ständig initiativ sein zu müssen, als bestünde ihr Wert nur in der eigenen Leistung. Schuldkomplexe, Übergewissenhaftigkeit sowie hysterische Symptome können hier ebenso entstehen.

### Stadium 4: Werksinn vs. Minderwertigkeitsgefühl (6. Lebensjahr bis Pubertät)
„Ich bin, was ich lerne.“
Kinder in diesem Alter wollen zuschauen, beobachten, teilnehmen und mitmachen; sie wollen, dass man ihnen zeigt, wie sie sich mit etwas beschäftigen und mit anderen zusammenarbeiten können. Das Bedürfnis des Kindes, etwas Nützliches und Gutes zu machen, bezeichnet Erikson als Werksinn bzw. Kompetenz. Kinder wollen nicht mehr „so tun, als ob“ – jetzt spielt das Gefühl, an der Welt der Erwachsenen teilnehmen zu können, eine große Rolle. Sie wollen etwas herstellen (z. B. mit Knetmasse) und dafür Anerkennung erhalten, ebenso für ihre kognitiven Leistungen. In dieser Phase kann sich im Kind ein Gefühl der Unzulänglichkeit und Minderwertigkeit entwickeln, zum Beispiel wenn der Werksinn des Kindes überstrapaziert wird. Überschätzung – egal ob vom Kind oder von seiner Umwelt ausgehend – kann zum Scheitern führen, Unterschätzung zum Minderwertigkeitsgefühl. Fixierungen können entstehen: zum einen Ängste (Angst vor dem Arbeiten und Leisten, Angst vor Versagen) und zum anderen Überkompensationen (Arbeits- und Pflichtversessenheit, um Anerkennung durch Arbeit und Leistung zu erhalten).

### Stadium 5: Identität vs. Identitätsdiffusion (Jugendalter)
„Ich bin, was ich bin.“
Identität bedeutet, dass man weiß, wer man ist und wie man in diese Gesellschaft passt. Aufgabe des Jugendlichen ist es, all sein Wissen über sich und die Welt zusammenzufügen und ein Selbstbild zu formen, das für ihn und die um ihn existierenden, also normgebenden, gesellschaftlichen Konventionen tolerabel ist. Seine soziale Rolle gilt es zu finden. Ist eine Rolle zu strikt, die Identität damit zu stark, kann das zu Intoleranz gegenüber Menschen mit anderen Gruppenneigungen führen, die dann im Grunde „eliminiert“ werden müssen, weil der Druck der eigenen Peer-Group zu groß wird und „den anderen [Fremden]“ nicht akzeptieren kann. Mit einer noch nicht gefestigten eigenen Identität kann der Jugendliche sich im seltensten Fall von der Meinung seiner Peer-Group absetzen und seine eigene Meinung bilden. Schafft der Jugendliche es nicht, seine Rolle in der Gesellschaft und seine Identität zu finden, führt das nach Erikson zu Zurückweisung. Menschen mit dieser Neigung ziehen sich von der Gesellschaft zurück und schließen sich unter Umständen Gruppen an, die ihnen eine gemeinsame Identität anbieten. Wird dieser Konflikt erfolgreich ausbalanciert, so mündet das in die Fähigkeit der Treue. Obwohl die Gesellschaft nicht perfekt ist, kann man in ihr leben und seinen Beitrag leisten, sie zu verbessern. (Das Gleiche gilt für zwischenmenschliche Beziehungen.) Fixierungen zeigen sich in unbefriedigender Identität durch Unruhe, ewige Pubertät und vorschnelle Begeisterung.

### Stadium 6: Intimität und Solidarität vs. Isolation (frühes Erwachsenenalter)
„Wir sind, was wir lieben.“
Aufgabe dieser Entwicklungsstufe ist es, ein gewisses Maß an Intimität zu erreichen, anstatt isoliert zu bleiben. Die Identitäten sind gefestigt, und es stehen einander zwei unabhängige Egos gegenüber. Es gibt viele Dinge im modernen Leben, die dem Aufbau von Intimität entgegenstehen (z. B. Betonung der Karriere, großstädtisches Leben, die zunehmende Mobilität). Wird zu wenig Wert auf den Aufbau intimer Beziehungen (was auch Freunde etc. mit einbezieht) gelegt, kann das nach Erikson zur Exklusivität führen, was heißt, sich von Freundschaften, Liebe und Gemeinschaften zu isolieren. Wird diese Stufe erfolgreich gemeistert, ist der junge Erwachsene fähig zur Liebe. Damit meint Erikson die Fähigkeit, Unterschiede und Widersprüche in den Hintergrund treten zu lassen. Fixierungen können sich zeigen in: Selbst-Bezogenheit und sozialer Isolation und Selbstaufopferung.

### Stadium 7: Generativität vs. Stagnation und Selbstabsorption (Erwachsenenalter)
„Ich bin, was ich bereit bin zu geben.“
Generativität bedeutet die Liebe in die Zukunft zu tragen, sich um zukünftige Generationen zu kümmern, eigene Kinder großzuziehen. Erikson zählt dazu nicht nur eigene Kinder zu zeugen und für sie zu sorgen, er zählt dazu auch das Unterrichten, die Künste und Wissenschaften und soziales Engagement. Also alles, was für zukünftige Generationen „brauchbar“ sein könnte. Stagnation ist das Gegenteil von Generativität: sich um sich selbst kümmern und um niemanden sonst. Zu viel Generativität heißt, dass man sich selbst vernachlässigt zum Wohle anderer. Stagnation führt dazu, dass andere uns ablehnen und wir andere. Niemand ist so wichtig wie wir selbst. Wird die Phase erfolgreich abgeschlossen, hat man die Fähigkeit zur Fürsorge erlangt, ohne sich selbst dabei aus den Augen zu verlieren. Fixierungen können sich zeigen: in einer übermäßigen Bemutterung, in Leere und Langweile oder in zwischenmenschlicher Verarmung.

### Stadium 8: Ich-Integrität vs. Verzweiflung (reifes Erwachsenenalter)
„Ich bin, was ich mir angeeignet habe.“
Der letzte Lebensabschnitt stellt den Menschen vor die Aufgabe, auf sein Leben zurückzublicken. Anzunehmen, was er getan hat und geworden ist, und den Tod als sein Ende nicht zu fürchten. Angst vor dem Tod oder auch der Glaube, noch einmal leben zu müssen, etwa um es dann besser zu machen, führen zur Verzweiflung. Setzt sich der Mensch in dieser Phase nicht mit Alter und Tod auseinander (und spürt nicht die Verzweiflung dabei), kann das zur Anmaßung und Verachtung dem Leben gegenüber führen (dem eigenen und dem aller). Wird diese Phase jedoch erfolgreich gemeistert, erlangt der Mensch das, was Erikson Weisheit nennt – dem Tod ohne Furcht entgegensehen, sein Leben annehmen und trotzdem die Fehler und das Glück darin sehen können. Fixierung zeigt sich in Abscheu vor sich und anderen Menschen oder unbewusster Todesfurcht.

## Geschichte und Rezeption
Erik H. Erikson hat in seinen Arbeiten vor allem versucht, den klassischen Interpretationsrahmen der Psychoanalyse – die psychosexuelle Lebensgeschichte – um die psychosoziale und die psychohistorische Dimension zu erweitern. Diese Bemühung geschah im Rahmen der Entwicklung der psychoanalytischen Ich-Psychologie.
Die erste Fassung des Stufenmodells nach Erikson wurde 1950 im Buch Childhood and Society unter dem Namen „Symposium of the Healthy Personality“ („Wachstum und Krisen der gesunden Persönlichkeit“) veröffentlicht. Zunächst war das Modell mit „Die acht Phasen des Menschen“ überschrieben, in einer späteren Fassung mit „Epigenese der Identität“.
Eriksons Phasenlehre psychosozialer Entwicklung wurde intensiv unter der Perspektive der 5. Stufe, des Konfliktes von Identität und Identitätsverwirrung, rezipiert. Besonders Pädagogik und Soziologie haben den Ansatz der Identität aufgegriffen und diskutiert. Entwicklungspsychologisch wegweisend ist die empirische Operationalisierung des eriksonschen Identitätsbegriffs durch James E. Marcia. Allerdings fokussiert Marcia Prozesse der Identitätskonstruktion, die auf Grund individueller Entscheidungen zu Stande kommt, indem sich jemand damit auseinandersetzt, wer und was er sein will. Marcia hebt die Bedeutung zweier Säulen der Identitätsbildung bzw. -konstruktion hervor: exploration und commitment. Die Exploration (Erkundung) möglicher Identitäten erfordert kulturelles Kapital. Unzureichende Exploration führt zu identity foreclosure, d. h. zum vorzeitigen Ausschluss von Identitätsmustern, zu einer geringen Dauerhaftigkeit der gewählten Identität und damit zu späteren Krisen. Fehlendes Commitment (Verpflichtung auf eine bestimmte Identität) führt zu identity diffusion, aufgeschobenes Commitment zum Status des  moratorium. Gelungene Identitätsfindung wird von Marcia als achievement bezeichnet.
Die klassische Psychoanalyse hat den Ansatz Eriksons bis in die 1990er Jahre weitgehend ignoriert, sowohl aufgrund seiner Abgrenzung vom freudschen Modell als auch aufgrund der Unschärfe des Identitätsbegriffs. Erst seitdem gibt es Ansätze, Identitätsansätze, Ich- und Selbstpsychologie miteinander in Austausch zu bringen. Eine Ausnahme bildet das Werk des Psychoanalytikers Arno Gruen, der Eriksons Begriff der Autonomie seit Ende der 60er Jahre in den Mittelpunkt seiner therapeutischen und kulturkritischen Überlegungen zur Entwicklung des Selbst gerückt hat.
Lothar Krappmann, der selbst zur Bekanntheit der Identitätstheorie Eriksons in Deutschland beigetragen hat, stellte jedoch die Gültigkeit des Modells angesichts postmoderner Lebensverhältnisse in Frage. Diese Verhältnisse gefährdeten den Erfolg des für Erikson zentralen Bemühens um Identität und Kontinuität. Weiterhin hinterfragte Krappmann Eriksons These von den gesellschaftlichen Laufbahnen, auf denen Jugendliche in eine kollektive Zukunft gelangen und auf Kontinuität vertrauen könnten. Diese Entwicklung sei angesichts der Auflösung traditionaler Rollen, des Wertewandels und der Individualisierung der Lebensverhältnisse nostalgisch. Die Entlassung des Individuums aus den traditionalen Lebenszusammenhängen, die „Entbettung“ (Anthony Giddens) und raumzeitliche Entgrenzung führten dazu, dass die Identitätsbildung zum Problem werde; sie bürde dem Einzelnen eine dauernde unstrukturierte „Reflexionslast“ (Niklas Luhmann) auf, die ihn oft überfordere.